# Sarah & Pietro … bauen ein Haus
Sarah & Pietro … bauen ein Haus war eine vierteilige Doku-Soap, die von 9. bis 23. März 2015 im Abendprogramm des deutschen Fernsehsenders RTL II ausgestrahlt wurde. Die Serie begleitete das junge Paar Sarah und Pietro Lombardi, die sich 2011 als Teilnehmer der Castingshow Deutschland sucht den Superstar kennengelernt hatten.
In den vier Folgen werden die schwangere Sarah und ihr Mann Pietro gezeigt, wie sie ihren Plan von einem eigenen Haus verwirklichen. Beide teilen sich zu Beginn der Serie eine 80-Quadratmeter-Wohnung mit Sarahs Mutter Sonja und Bruder Gianluca. Vom Kauf eines Grundstücks, der Beantragung der Baugenehmigung, dem ersten Spatenstich, Besuchen in den Baumärkten und der Planung der Einweihungsparty werden die Stationen des Hausbaus gezeigt.